# Billy-lès-Chanceaux
Billy-lès-Chanceaux ist eine französische Gemeinde am Oberlauf der Seine mit 68 Einwohnern (Stand 1. Januar 2022) im Département Côte-d’Or in der Region Bourgogne-Franche-Comté. Sie gehört zum Arrondissement Montbard und zum Kanton Châtillon-sur-Seine.
Nachbargemeinden sind Oigny im Norden, Poiseul-la-Grange im Osten, Chanceaux im Süden und Poiseul-la-Ville-et-Laperrière im Westen.

## Bevölkerungsentwicklung
| Jahr                       | 1962 | 1968 | 1975 | 1982 | 1990 | 1999 | 2008 | 2015 |
| -------------------------- | ---- | ---- | ---- | ---- | ---- | ---- | ---- | ---- |
| Einwohner                  | 146  | 117  | 76   | 71   | 76   | 74   | 79   | 58   |
| Quellen: Cassini und INSEE |      |      |      |      |      |      |      |      |

## Sehenswürdigkeiten

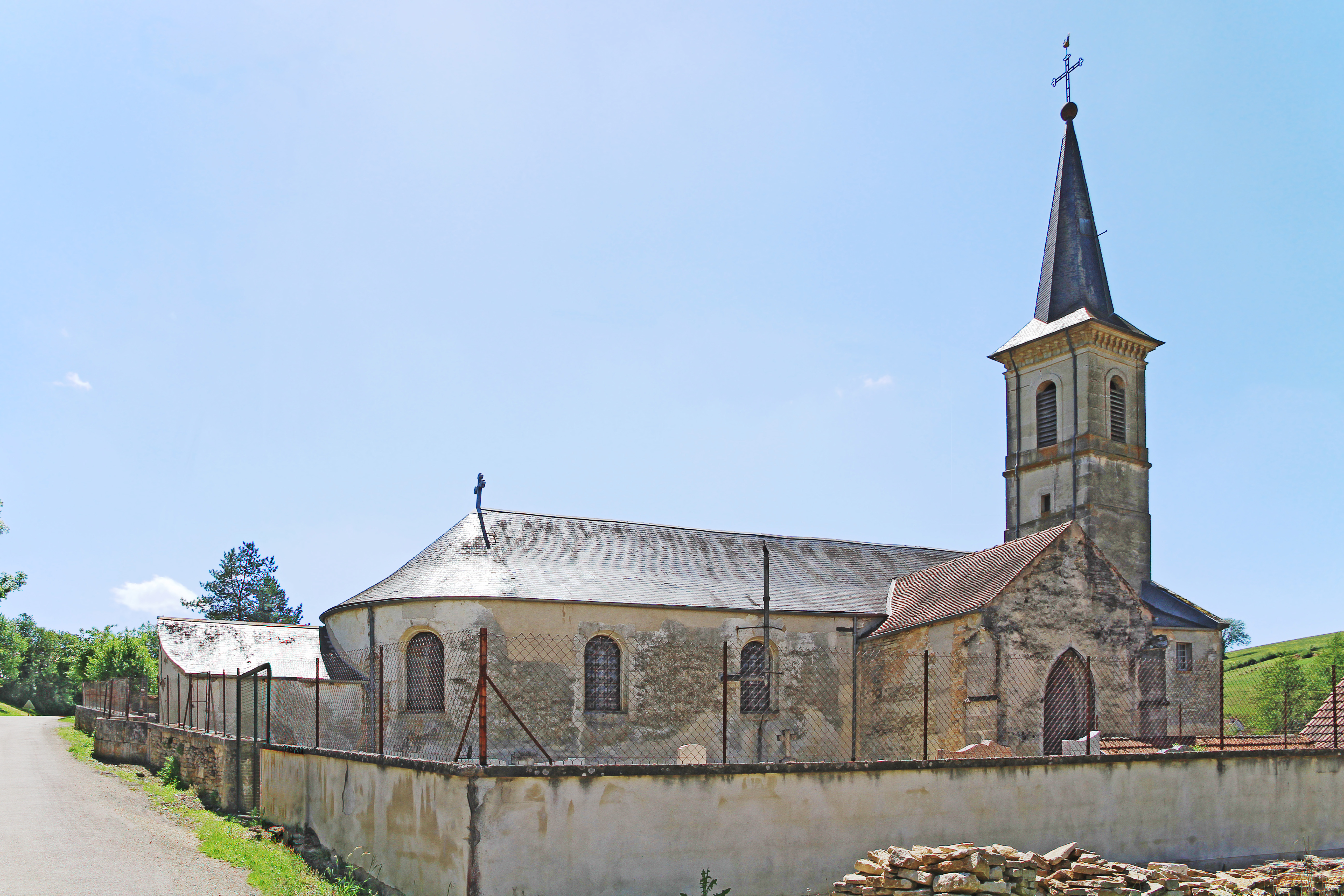
Kirche Saint-Georges
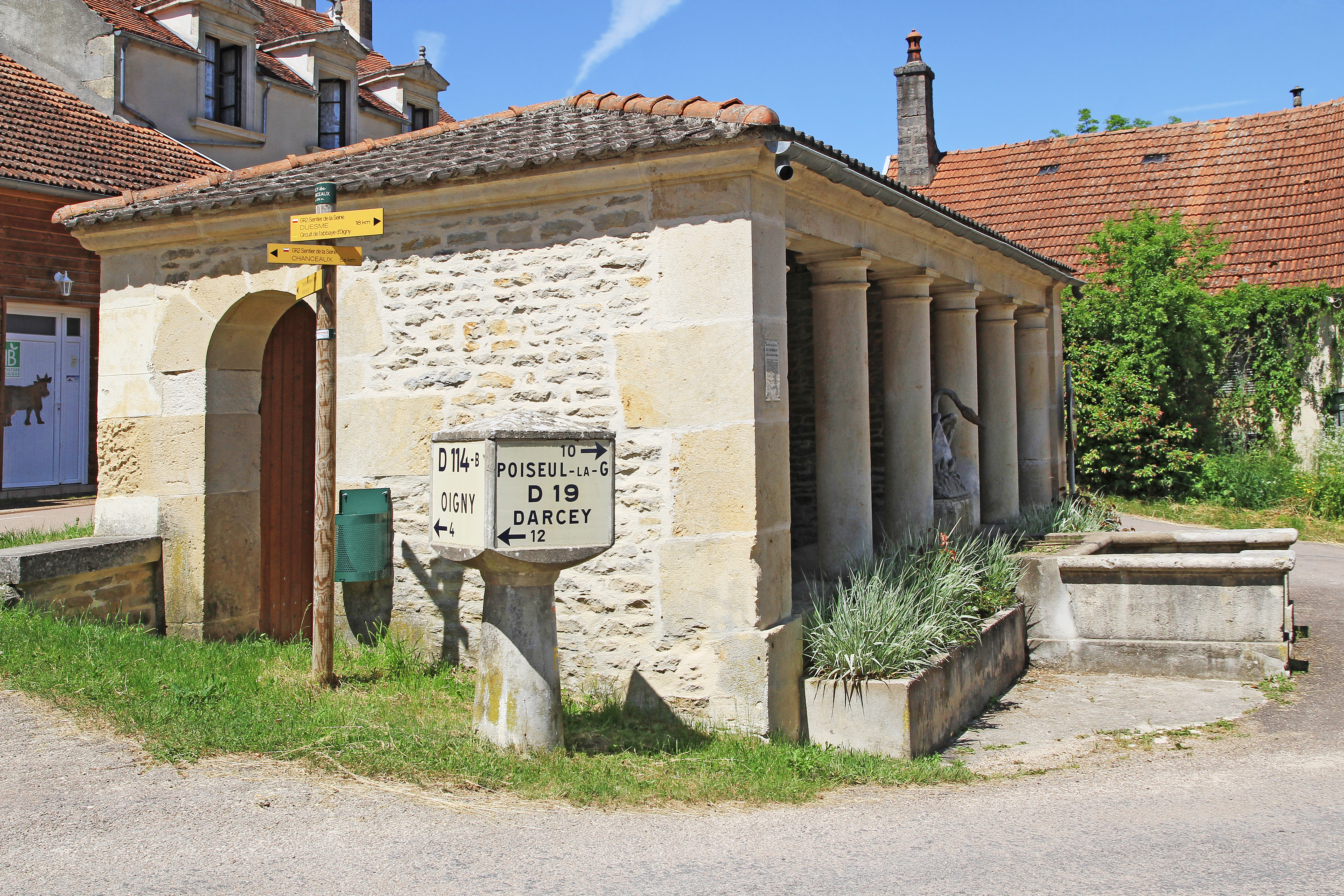
Lavoir
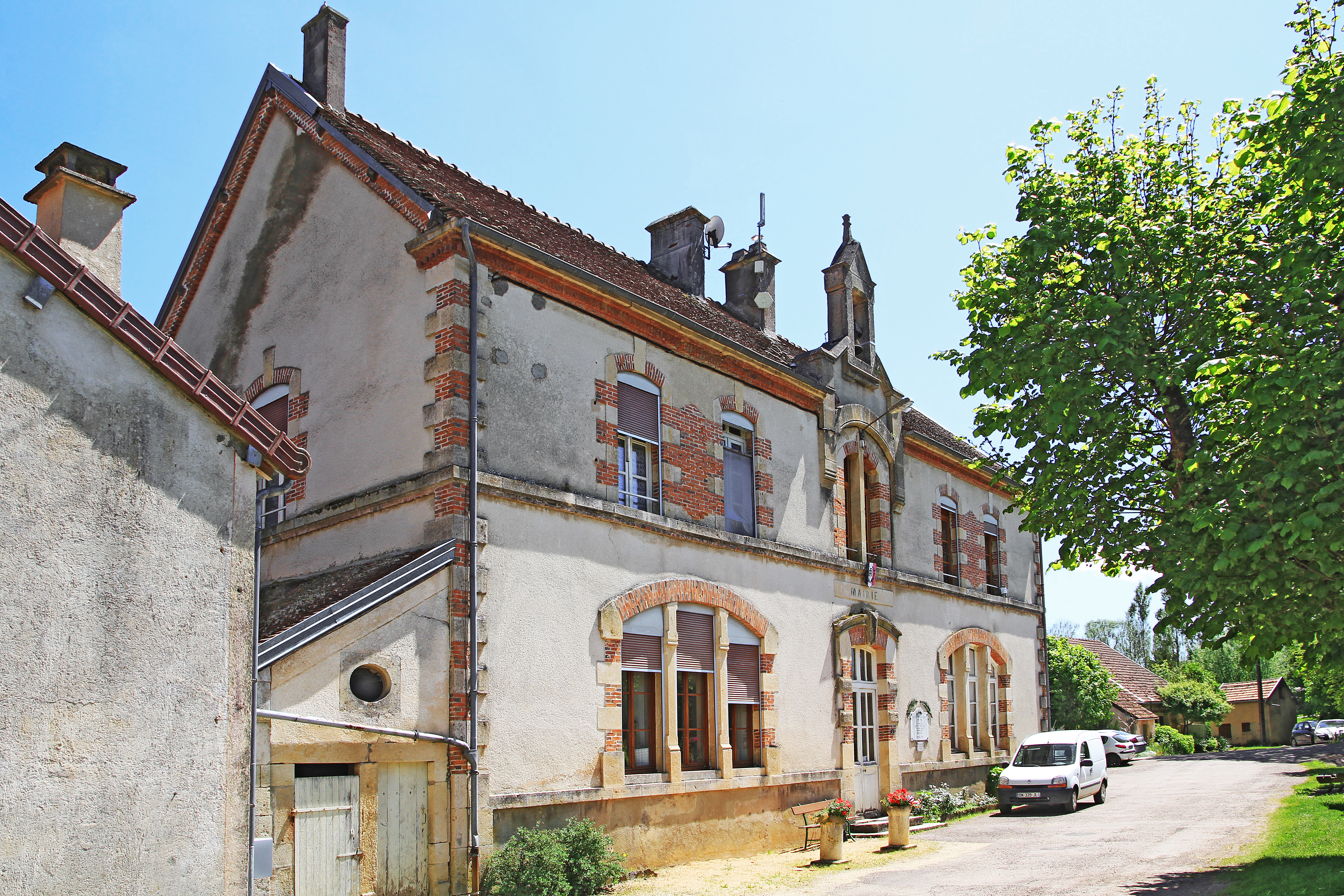
Mairie Billy-lès-Chanceaux

- Kirche Saint-Georges
- Lavoir
- Mairie Billy-lès-Chanceaux